# Preussiella kamerunensis
Preussiella es un género monotípico de plantas con flores pertenecientes a la familia Melastomataceae. Su única especie: Preussiella kamerunensis es originaria de África tropical.  

## Descripción
Es una pequeña planta leñosa de unos 40 cm de alto, epífita (o litofita) que se encuentra en altitudes desde el nivel del mar hasta los 1.700 metros desde Guinea a Camerún[. La hoja es de color verde oscuro por el haz y  plateado por el envés con prominentes venas rojas. Las flores son de color rosa pálido a rojizo.

## Taxonomía
Preussiella kamerunensis fue descrita por Ernest Friedrich Gilg y publicado en Kew Bulletin ., 36(1): 23 (1981). 1981.
Sinonimia
- Preussiella chevalieri Jacq.-Fél.[2][3]